# Митриды
Митриды, или митры (лат. Mitridae), — семейство морских брюхоногих моллюсков из группы ценогастропод (Caenogastropoda). Насчитывает 375 видов.

## Описание
Форма раковин варьируется от яйцевидной до конической. Сифональный канал относительно узкий. На колумелле имеются крупные складки. Длина раковин составляет от 1 до 7 см. Оперкулум отсутствует. Голова относительно маленькая, без мордочки.
Моллюски живут в тропических и субтропических морях на каменистом дне или вблизи коралловых рифов вдоль побережья. Некоторые виды встречаются на глубине до 1600 м.
Хищники, чаще питаются червями-сипункулидами, иногда другими беспозвоночными и ракообразными. При этом сами часто становятся добычей других моллюсков, таких как Muricidae и Naticidae.

## Классификация
Семейство включает в себя следующие роды:
- Cancilla Swainson, 1840
- Charitodoron Tomlin, 1932
- Chrysame H. Adams & A. Adams, 1853
- Dibaphimitra Cernohorsky, 1970
- Domiporta Cernohorsky, 1970
- Eumitra Tate, 1889
- Imbricaria Schumacher, 1817
- Mitra Röding, 1798
- Neocancilla Cernohorsky, 1970
- Pleioptygma Conrad, 1863
- Proximitra Finlay, 1926
- Pterygia Röding, 1798
- Scabricola Swainson, 1840
- Strigatella Swainson, 1840
- Subcancilla Olsson & Harbison, 1953
- Swainsonia H. Adams & A. Adams, 1853
- Vulpecula Blainville, 1824
- Ziba H. Adams & A. Adams, 1853